# Арсеније Ростовски
Митрополит Арсеније (рођ. Александар Иванович Мацејевич, или Маскејевич; 1697, Владимир-Волински - 28. фебруар (10. март 1772, Ревел) - епископ Руске православне цркве, митрополит ростовски и јарославски.
Разрешен је чина због противљења секуларизацији манастирске имовине и умро је у заточеништву. 2000. године канонизован од Руске православне цркве као свештеномученик.

## Биографија
Рођен 1697. године у Владимир-Волинском у породици православног свештеника. Потицао је из пољског племства. Његов отац, Јован Мацеевич, био је свештеник у цркви Владимира Спаског. Добио је добро образовање, студирао је у богословској школи Владимир-Волинског, у Лавовској школи реторике, затим на Кијевској богословској академији.
Године 1716. послат је у Черниговску епархију у Спаски Новгород-Северски манастир као проповедник. Овде га је архимандрит Генадиј (Стефанович) постригао у монаштво са именом Арсеније. У манастиру је монах Арсеније имао хорско послушање, држао је беседе и учио децу латинском језику.
Године 1717. монах Арсеније је послат у Чернигов код високопреосвећеног Антонија (Стаховског), архиепископа черниговског, и од њега је рукоположен у јерођакона. Јерођакон Арсеније се брзо зближио са епископом, који је био пријатељ митрополита Стефана (Јаворског). Под утицајем архиепископа Антонија одлучио је да настави школовање.
Године 1718. јерођакон Арсеније поново ступа на Кијевску богословску академију „да слуша философију и богословље“. Овде је, по благослову Његовог Преосвештенства Варлаама (Вонатовича), Архиепископа кијевског, 1723. године у кијевској Катедрали Свете Софије рукоположен у јеромонаха. Године 1726. дипломирао је академске науке.
Крајем 1729. године Арсеније се вратио у Черниговску епархију и послат је у Черниговски Тројице Илијевски манастир. Али већ 1730. године послат је у Тоболск да проповеда, где је живео 3 године као проповедник и учитељ.
Године 1733, враћајући се из Сибира, отпутовао је у Устјуг, Холмогори и Соловецки манастир, где се свађао са тамо затвореним расколницима.
У 1734-1736, Арсеније је учествовао у Другој камчатској експедицији под вођством Витуса Беринга. Међутим, 1736. године је ухапшен и доведен из Пустозерска у Адмиралитетски колеџ због тајне ствари, али је проглашен невиним. Због болести (скорбута) отпуштен је из поморске службе (1737) и додељен епископу вологдском Амвроију (Јушкевичу). Од 1738. - катедрални јеромонах Синодалног дома и наставник права у Академској гимназији у Санкт Петербургу.
Од 1738. године бавио се провером свештенства да ли се свештенство придржава свог моралног и академског нивоа свог положаја и опомињањем отпадника од православља.
У марту 1741. године, за време регентства Ане Леополдовне, Арсеније је хиротонисан за епископа сибирско-тоболског и уздигнут у чин митрополита. Избор Арсенија за ово одељење био је одређен не само његовим познавањем Сибира, већ и чињеницом да је непосредно пре тога одбио да се закуне војводи Бирону, регенту младог Ивана Антоновича.
Касније је Арсеније Мацејевич одбио да се закуне на верност Јелисавети Петровни, сматрајући да су речи понижавајуће за чин епископа: „Заклетом исповедам последњег судију овог колегијума да је сверуски монарх, наша најмилосрднија царица. Заузврат, епископ је понудио: „Заклетвом исповедам да је Врховни Судија и Законодавац ове духовне црквене власти сам Господ Бог и Спаситељ наш Исус Христос, пуномоћни Глава Цркве и Велики Епископ и Цару, који влада над свима и суди свему што има – живима и мртвима.” На ову формулу митрополит Арсеније је такође дао објашњење да је довољно да се царска власт закуне на верност и послушност на исти начин као што показује Врховни Судија Христов у Јеванђељу и Апостолу. У термину Крајњи судија, примењеном на лице цара, митрополит Арсеније је видео „претерану наклоност због понижења или одбацивања Врховног судије – самог Христа“.
Јелисавета је дозволила Арсенију да не изговори овај израз, али никада није положио заклетву. Међутим, то ни на који начин није утицало на Арсенијеву каријеру и живот: он је 1742. године у више наврата држао проповеди током крунисања, а затим је премештен у Ростов и добио титулу члана Светог синода.

### Арсенијеу заточеништву
Од 1742. до 1763. - митрополит ростовски. На његову иницијативу у Спаском манастиру у Јарослављу отворена је Јарославска богословска славено-латинска богословија. Арсеније се сматра активним васпитачем, али П.В Знаменски се држао другачијег гледишта, сматрајући Арсенија Мацејевича противником стварања богословских школа, што је било ретко. са изузетком епископа украјинског порекла. Оптужен је и за затварање латинске школе у Ростову. Године 1759. митрополит Арсеније је имао сукоб са ректором Јарославске богословије Владимиром (калиграфом), чије је учење Арсеније сматрао „јудаизмом и калвинизмом“.
1752. године митрополит Арсеније је био организатор отварања моштију светог Димитрија Ростовског.
Као једини епископ који се отворено противио секуларизацији црквене имовине под Катарином II, Арсеније је од 5 (16. марта) 1763. године подносио протесте Светом Синоду један за другим против одузимања манастирских имања и против мешања световних лица. у духовним пословима, посебно против председника Економског факултета Мусин-Пушкина, називајући га „Турчином“. Пошто је поглавар помесне Руске цркве при оснивању Синода био монарх („крајњи судија“), секуларизација црквене имовине се одвијала уз пуну сагласност Светог Синода. У Недељу Тријумфа Православља, пре него што је поднео своје молбе Синоду, митрополит Арсеније је на богослужењу на остале анатеме против јеретика додао „анатему за оне који злоупотребљавају цркве и манастире“. Царица Катарина је сазнала за Арсенијеве поступке и назвала га: „лицемер, радознали и моћни бијесни лажов“. Царицу је подржао Свети Синод: митрополит новгородски Димитри (Сеченов), митрополит московски Тимотеј (Шчербацки), архиепископ петербуршки Гаврило (Кремењецки), епископ псковски Гедеон (Криновски), архиепископ Крутицки Амвросије (Зертис- Каменског), епископа Тверског Атанасија Валковског, химандрита Новоспаског Мисаила (Чирског).
Синод је поднео извештај царици о Арсенијевим поступцима. Царица је прегледала извештај и наредила да сам Синод „суди митрополита Арсенија као свог члана и злонамерног злочинца“. Средином марта у Ростов је послат главни официр, који је Арсенију донео декрет следеће садржине: „Ваше преосвештенство је 14. марта одредило да се преко посебно послатог гардијског старешине довезе у Москву, а на тај одлазак, сакристију и људе, осим троје најпотребнијих Вашем Преосвештенству, не носите са собом, а писма која се налазе у келијама Вашег Преосвештенства, осим штампаних књига, сакупљена су на једном месту, запечаћена са Вашим и тим начелником. официрски печат, и однесен том главном официру у Москву”.
14. априла, по доласку у Москву, Арсеније је држан под строгом стражом у манастиру Симонов, као злочинац. Царица је написала писмо главном тужиоцу Глебову: „Александре Ивановичу! Ове ноћи су довели лажова који се мора признати; дођи већ код мене, он ће бити овде у палати.” У присуству царице, Орлова, Глебова и Шешковског, Арсеније је своју дрскост у објашњењима проширио до те мере да је царица покрила уши, а уста су му била „запушена“.
Истог дана, 14. априла, на седници Синода, Арсеније је осуђен на искључење из чина епископа, разрешен монаштва, а потом приведен световном суду, по коме је, због увреде Њеног Величанства, Арсеније осуђен на смртну пресуду. Пресуда Синода послата је Катарини. Царица је, како се наводи у декрету Синода, „из своје природне великодушности и милости“, удостојила се да ослободи Арсенија од световног суда и мучења, и наредила да му се остави само монашки чин и протера у удаљени манастир под надзор игумана. Осуђени је позван у Синод да то саопшти и да изврши указ. Арсеније је избачен из свештенства и прогнан прво у Ферапонтов манастир, а касније у Николо-Корелски манастир.
У изгнанству је наставио да оштро критикује Катаринину политику. Посебно је критиковао Катарину због притвора бившег цара Ивана Антоновича, који је убијен у притвору у Шлиселбургу када је поручник Василиј Мирович покушао да организује његово ослобађање. Арсеније је поздравио Мировичев поступак и осудио краљичину одлуку да га осуди на погубљење. Године 1767. Арсеније је лишен монаштва и постао сељак и заточен у Ревелској тврђави под именом „извесног сељака“ Андреја Врала.
Умро је 28. фебруара (10. марта) 1772. године и сахрањен је у Талину (Ревел) у Успенском параклису цркве Светог Николе.

## Беседе и богословска дела
Арсеније Мацејевич је био познат као сјајан проповедник. Године 1742-1761. активно је проповедао на двору. Према Евгенију (Болховитинову), 7 његових беседа објављено је за његовог живота, 1742, 1744. и 1749. године. Тренутно је познато 12 томова руком писаних копија његових беседа из 1746-1761; налазе се у библиотеци Тројице-Сергијеве лавре.
Позната су и дела Арсенија Мацејевича против старовераца. Ово је „Опомена“ расколничком игуману Јоасафу (1734), предговор издању, које је он исправио, „Осуђивање неистина расколника“ Тверског архиепископа Теофилакта (1745), „Додатак к изобличењу одговора расколника који су предложили празни свеци Вигорецки 1723.
Против лутеранизма написао је есеј „Приговор лутеранској клевети, званој чекић“, који датира од Филарета (Гумилевског) отприлике 1745-1753.